# Dobroměřice (Buřenice)
Dobroměřice (německy Dobromeritz) jsou osada, součást obce Buřenice v okrese Pelhřimov v kraji Vysočina. Nachází se v katastrálním území Radějov u Buřenic, asi 14,5 km severovýchodně od Pacova a 21 km severozápadně od centra Pelhřimova. V roce 2021 zde žilo šest obyvatel v pěti domech.
Dobroměřice leží na neklasifikované silnici, která vychází ze silnice III/12916 u Radějova a pokračuje přes Dobroměřice do Kyjova. Východně od Dobroměřic protéká Předožlabský potok, levostranný přítok řeky Trnavy. Přímo v osadě se nachází kaple zasvěcená Panně Marii, kříž a malý rybník. Je v ní registrováno osm čísel popisných: 15, 20, 21, 22, 23, 24, 31 a 32.
Dne 27. října 1944 padli nedaleko Dobroměřic tři slovenští parašutisté – partyzáni: Daniel Dibdiak, Viktor Rúttkay a třetí, neznámý partyzán. Na kameni u Předožlabského potoka jihovýchodně od Dobroměřic je jim vystaven pomník.